# Brokstarr
Brokstarr (Carex bicolor) är en flerårig gräslik växt inom släktet starrar och familjen halvgräs. Brokstarr växer löst småtuvad och har blekbruna basala slidor. Dess strån är veka, överhängande och till slut liggande. De ljusgröna korta bladen blir från en till tre mm breda, är mjuka och platta. axsamlingen består av två till fyra ax, med en axlängd på fem till tio mm, med hanblommor nertill och honblommor med två märken. Stödbladen är kortare än axsamlingen. De svartbruna axfjällen är trubbiga och har en ljus mittnerv. De ljust blågröna fruktgömmena blir från 1,5 till 2,3 mm, är papillösa och saknar både näbb och nerver. Brokstarr blir från 5 till 15 cm hög och blommar i juli. 

## Utbredning
Brokstarr är sällsynt i Norden men trivs på öppen, fuktig, kalkrik sandmark, såsom alvbankar, rasbranter, flytjord, klipphyllor och snölegor. Dess utbredning i Norden sträcker sig till norra Norrlands fjälltrakter, något område i Norges mellersta inland samt Islands högland.